# Ryan Kalkbrenner
Ryan Thomas Kalkbrenner (San Luis, Misuri, 17 de enero de 2002) es un baloncestista estadounidense que pertenece a la plantilla de los Charlotte Hornets de la NBA. Con 2,16 metros de estatura, juega en la posición de pívot. 

## Trayectoria deportiva

### Universidad
Jugó cinco temporadas con los Bluejays de la Universidad Creighton, en las que promedió 14,5 puntos, 6,8 rebotes, 1,1 asistencias y 2,4 tapones por partido. Tras liderar la clasificación de taponadores de la Big East Conference sus últimas tres temporadas y acabar segundo en la temporada 2021,22, fue elegido esos cuatro años como el mejor jugador defensivo de la conferencia. Ganó el Premio Kareem Abdul-Jabbar al mejor pívot de la División I de la NCAA, el Premio Naismith al Mejor Jugador Defensivo del Año, el premio al Jugador Defensivo del Año de la NABC y fue incluido en el segundo quinteto All-American por la USBWA y NABC, mientras que Associated Press y Sporting News lo colocaron en el tercer equipo.

#### Estadísticas
| Año     | Equipo    | PJ  | PT  | MPP  | %TC  | %3P  | %TL  | RPP | APP | ROB | TPP | PPP  |
| ------- | --------- | --- | --- | ---- | ---- | ---- | ---- | --- | --- | --- | --- | ---- |
| 2020–21 | Creighton | 31  | 0   | 13.8 | .645 | .000 | .489 | 3.5 | .3  | .2  | 1.2 | 5.9  |
| 2021–22 | Creighton | 34  | 34  | 29.4 | .646 | .250 | .736 | 7.7 | .9  | .4  | 2.6 | 13.1 |
| 2022–23 | Creighton | 34  | 34  | 32.2 | .695 | .316 | .795 | 6.1 | 1.2 | .6  | 2.1 | 15.9 |
| 2023–24 | Creighton | 35  | 35  | 34.7 | .646 | .296 | .711 | 7.6 | 1.3 | .4  | 3.1 | 17.3 |
| 2024–25 | Creighton | 35  | 35  | 34.5 | .653 | .344 | .681 | 8.7 | 1.5 | .5  | 2.7 | 19.2 |
| Total   | Total     | 169 | 138 | 29.3 | .658 | .311 | .709 | 6.8 | 1.1 | .4  | 2.4 | 14.5 |

### Profesional
Fue elegido en la trigesimocuarta posición del Draft de la NBA de 2025 por los Charlotte Hornets.